# ريتشي كولر
ريتشي كولر (بالإنجليزية: Richie Kohler)‏ هو مؤرخ أمريكي، ولد في القرن العشرين.